# 大阪市立大道南小学校
大阪市立大道南小学校（おおさかしりつ だいどうみなみしょうがっこう）は、大阪府大阪市東淀川区にある公立小学校。
地域の宅地化に伴う児童数増加により、1987年に大阪市立大桐小学校から分離開校した。

## 沿革
- 1987年4月1日 - 開校。

## 通学区域
- 大阪市東淀川区 大道南1丁目-3丁目。

卒業生は大阪市立大桐中学校へ進学する。

## 交通
- 地下鉄今里筋線 だいどう豊里駅 南西へ約700m。